# Panker
Panker là một đô thị thuộc huyện Plön, trong bang Schleswig-Holstein, nước Đức. Đô thị Panker có diện tích 22,74 km², dân số thời điểm 31 tháng 12 năm 2006 là 1579 người.